# Sous-région de Turku
La sous-région de Turku (finnois : Turun seutukunta) est une sous-région de la Finlande-Propre. 
Au niveau 1 (LAU 1 ) des unités administratives locales définies par l'union européenne elle porte le numéro 023.

## Municipalités
La sous-région de Turku regroupe les municipalités suivantes :
| Blason              | Municipalité              |
| ------------------- | ------------------------- |
| Kaarinan vaakuna    | Kaarina (ville)           |
| Liedon vaakuna      | Lieto (municipalité)      |
| Maskun vaakuna      | Masku (municipalité)      |
| Mynämäen vaakuna    | Mynämäki (municipalité)   |
| Naantalin vaakuna   | Naantali (ville)          |
| Nousiaisten vaakuna | Nousiainen (municipalité) |
| Paimion vaakuna     | Paimio (ville)            |
| Raision vaakuna     | Raisio (ville)            |
| Ruskon vaakuna      | Rusko (municipalité)      |
| Sauvon vaakuna      | Sauvo (municipalité)      |
| Turun vaakuna       | Turku (ville)             |

## Population
Depuis 1980, l'évolution démographique de la sous-région de Turku, au périmètre du 1er janvier 2017, est la suivante:
| Année      | 1980    | 1985    | 1990    | 1995    | 2000    | 2005    | 2010    | 2015    |
| ---------- | ------- | ------- | ------- | ------- | ------- | ------- | ------- | ------- |
| population | 254 092 | 261 772 | 268 920 | 279 902 | 292 951 | 302 128 | 311 300 | 323 185 |

## Politique
Les résultats de l'élection présidentielle finlandaise de 2018: